# Spiromoelleria kachemakensis
Spiromoelleria kachemakensis is een slakkensoort uit de familie van de Colloniidae. De wetenschappelijke naam van de soort is voor het eerst geldig gepubliceerd in 1984 door Baxter & McLean.